# ميتش سميث
ميتش سميث (4 سبتمبر 1966 - ) (بالإنجليزية: Mitch Smith)‏ هو مدرب كرة سلة ولاعب كرة سلة أمريكي في مركزي الوسط وهجوم قوي الجسم.

## وصلات خارجية
- ميتش سميث على موقع كلية كرة السلة في سبورتس رفرنس.كوم (الإنجليزية)